# إشتفان فارغا (سياسي)
إشتفان فارغا هو سياسي مجري، ولد في 18 أكتوبر 1953 في Orosháza ‏ في المجر. نشط حزبياً في Hungarian Democratic Forum ‏. وقد انتخب عضو الجمعية الوطنية المجرية ‏.